# Tadeusz Jelinek
Tadeusz Jelinek (ur. 27 stycznia 1966) – polski duchowny ewangelicko reformowany, członek Konsystorza Kościoła Ewangelicko-Reformowanego w RP (2021–2025).

## Życiorys
Został ordynowany 17 listopada 1996 roku. Pracował w Parafii Ewangelicko-Reformowanej w Warszawie, a obecnie pełni funkcję proboszcza Parafii Ewangelicko-Reformowanej w Żychlinie. Jest również Dziekanem Rodzajów Sił Zbrojnych - Marynarki Wojennej w stopniu podpułkownika w ramach Ewangelickiego Duszpasterstwa Wojskowego. 
W kadencji 2013–2016 był członkiem Prezydium Synodu Kościoła Ewangelicko-Reformowanego w RP. W kadencji 2021–2025 jest zastępcą radcy duchownego Konsystorza Kościoła Ewangelicko-Reformowanego w RP.